# Medveja
Medveja är ett samhälle i Kroatien. Samhället har 177 invånare (2011) och ligger vid Kvarnerbukten i Lovrans kommun i Primorje-Gorski kotars län. Medveja är en av orterna vid Opatijas riviera och turismen utgör en viktig näringsgren i samhället.   

## Geografi
Medveja är beläget 72 meter över havet. Terrängen vid samhället är varierad och havet ligger åt sydost i förhållande till orten. Den högsta punkten i Medvejas närhet ligger 1,2 kilometer väster om samhället och når 406 meter över havet. Närmaste större stad är Rijeka som är belägen 13,9 kilometer nordost om Medveja. 